# Monument historique (França)
Un monument historique (MH, monument històric en francès) és una figura jurídica francesa de protecció d'un monument pel seu interès històric, artístic o arquitectònic. Es tracta d'un reconeixement de l'interès públic d'un immoble (edifici, jardí o parc, zona arqueològica, etc.), conjunt d'immobles o parts d'aquest. El títol de MH es pot aplicar tant a béns públics com a privats i estableix una sèrie de privilegis, al mateix temps que d'obligacions de cara a la seva correcta conservació i gaudi públic. La primera llei que va regular els monuments a França es va publicar el 1913.

## Categories
Existeixen dos nivells de protecció:
- Catalogat (classement au titre des monuments historiques, o simplement classé). La declaració correspon al Consell d'Estat.[3]
- Inventariat (inscription au titre des monuments historiques, o simplement inscrit). La declaració correspon a l'autoritat administrativa, normalment a escala regional.[4]

La protecció pot ser total de l'immoble o parcial d'alguns elements, amb la combinació de parcialment catalogat i parcialment inventariat.

## Conseqüències

### Drets
Quan un bé és inscrit o classificat com a MH, les seves despeses de manteniment i restauració poden ser cofinanciats per l'estat fins a un 40%. El propietari (si és privat) pot triar l'arquitecte i l'empresa adjudicatària de l'obra, tot i que aquesta està sotmesa a la supervisió i control de l'administració.
A més, es permet la deducció del 100% de les despeses de qualsevol reforma, així com els que resultin de l'obertura al públic (malgrat sigui de pagament) del monument. Qualsevol altre tipus de despesa (treballs no subvencionats, despeses de gerència, vigilància, etc.) és deduïble en un 50% (i en un 100% si el monument és obert al públic).

### Deures
A canvi, el propietari es compromet a informar a l'Estat amb quatre mesos d'antelació de qualsevol intent de reforma, a no destruir ni traslladar l'edifici o les seves parts; a no vendre, cedir, llogar o regalar el bé sense autorització estatal; i a no construir ni modificar cap construcció que hi hagi a 500 m de perímetre de l'edifici (camp de co-visibilitat).